# Gorenje Jezero
Gorenje Jezero este o localitate din comuna Cerknica, Slovenia, cu o populație de 82 de locuitori.